# Renaud Capuçon
Renaud Capuçon (Chambéry, 1976. január 27. – ) francia hegedűművész.

## Élete, munkássága
Capuçon Savoie megye székhelyén, Chambéryben született. Négyévesen kezdett el hegedülni szülővárosa konzervatóriumában, majd 14 éves korában a Párizsi Konzervatóriumba került, ahol Gérard Poulet tanítványa lett. Három évvel később végzett, és első díjat nyert hegedűn és kamarazenében is. Ezután további tanulmányokat folytatott Berlinben Thomas Brandisnál. Több nemzetközi versenyen vett részt, és előbb az Európai Unió Ifjúsági Zenekarának tagja lett, majd 1997-ben elfogadta Claudio Abbado felkérését, és három nyáron át a Gustav Mahler Ifjúsági Zenekarnak lett a koncertmestere, amit Claudio Abbado irányított. Ezzel párhuzamosan szólistaként és kamarazenészként is elkezdte pályafutását. Kamarapartnerként olyan zenészekkel játszott együtt, mint Nicholas Angelich, Jérôme Ducros, Frank Braley, Hélène Grimaud, Gérard Caussé és nem utolsósorban öccsével, Gautier Capuçon csellistával.
1996-tól 2010-ig zenei fesztivált szervezett a Chambéry melletti La Ravoire-ban, a Rencontres artistiques de Bel-Air-t. A fellépő művészek között volt Jean-Pierre Wallez, Michel Dalberto, Martha Argerich, Stephen Kovacevich, Augustin Dumay, Gérard Caussé, Paul Meyer, Emmanuel Pahud, Katia és Marielle Labèque. 2013-tól az Aix-en-Provence-i Húsvéti Fesztivál igazgatója lett. Részt vett ezen kívül többek között a London Mostly Mozart, luzerni és a Tanglewoodi fesztiválon is. Koncertek során lépett fel Európában, Ázsiában és Észak-Amerikában, többek között a Bernard Haitink által vezényelt Berlini Filharmonikusok és Oliver von Dohnányi pálcája mellett a Bostoni Szimfonikus Zenekar kíséretével. 2019. január 4-én koncertet adott a Winter at Tantora zenei karneválon, amit az UNESCO világörökség részét képező Al-Ulában, Szaúd-Arábia északnyugati részén tartottak.
Egy 1999-es szerződés érlében a hangfelvételeit a Virgin Classics rögzíti és adja ki. Repertoárja rendkívül széles, számos kamaraművet vett lemezre, például Ravel, Schubert, Brahms szerzeményeit, valamint versenyműveket, többek között Schumann, Mendelssohn és Bartók hegedűversenyeit. A klasszikus zeneszerzők mellett kortárs komponisták zenéjét is játssza, egyebek mellett Nicolas Bacri, Karol Beffa, Pascal Dusapin, Bruno Mantovani és Wolfgang Rihm kompozícióit. Emellett műsorán szerepelnek César Franck, Henri Dutilleux, Ludwig van Beethoven, Kodály Zoltán, Johan Halvorsen, Szergej Prokofjev, Dmitrij Sosztakovics, Erwin Schulhoff és Eric Tanguy művei is.
Első mesterhegedűje egy Vuillaume volt, azután egy Guadagninin, majd egy Stradivariuson játszott. 2005-ben a Banque de Suisse Italienne egy 1737-es, „Panette” nevű Guarnerit kölcsönzött számára, amely azelőtt Isaac Sterné volt.
Capuçon 2009-ben megkapta a Francia Köztársaság Nemzeti Érdemrendje, 2016-ban a francia Becsületrend, 2019-ben pedig a Művészetek és Irodalom Érdemrendje kitüntetést.
2020. április 10-én, a koronavírus első hulláma után részt vett azon a nagypénteki istentiszteleten, amelyet Michel Aupetit, Párizs érseke vezetett a párizsi Notre-Dame katedrálisban, amelynek egy részét az egy évvel korábbi tűzeset után részlegesen helyreállítottak. Mindannyian védőruhát viseltek. A misén Capuçon adta az egyetlen hegedűszólós kíséretet.
2019 júliusában feleségül vette Laurence Ferrari újságírót. Elliott nevű fiuk 2010. november 8-án született. Renaud Capuçon öccse, Gautier Capuçon gordonkaművész.

## Felvételei
Válogatás a Discogs és az Allmusic kimutatásából.
| Megjelenés | Tartalom                                                                          | Közreműködők                                                                                  | Kiadó                  |
| ---------- | --------------------------------------------------------------------------------- | --------------------------------------------------------------------------------------------- | ---------------------- |
| 1999       | Grand Duo. Schubert: Works for Violin & Piano                                     | Jérôme Ducros                                                                                 | Virgin Classics        |
| 2001       | Le Boeuf sur le Toit (Saint-Saëns, Massenet, Ravel, Berlioz, Milhaud)             | Deutsche Kammerphilharmonie Bremen, Daniel Harding                                            | Virgin Classics        |
| 2002       | Ravel: Sonates & Trio                                                             | Gautier Capuçon, Frank Braley                                                                 | Virgin Classics        |
| 2003       | Franck: Violin Sonata; Rachmaninov: Cello Sonata                                  | Alexandre Gurning, Gautier Capuçon, Lilya Zilberstein                                         | EMI Classics           |
| 2003       | Face a Face, Duos for Violin and Cello                                            | Gautier Capuçon                                                                               | Virgin Classics        |
| 2004       | Mendelssohn & Schumann: Violin Concertos                                          | Mahler Chamber Orchestra, Daniel Harding                                                      | Virgin Classics        |
| 2005       | Brahms: Violin Sonatas 1-3                                                        | Nicholas Angelich                                                                             | Virgin Classics        |
| 2007       | Brahms: Double Concerto, Clarinet Quintet                                         | Gautier Capuçon, Capuçon Quartet, Paul Meyer, Gustav Mahler Jugendorchester, Myung-Whun Chung | Virgin Classics        |
| 2009       | Beethoven, Korngold: Violin Concertos                                             | Rotterdam Philharmonic Orchestra, Yannick Nézet-Séguin                                        | Virgin Classics        |
| 2011       | Fauré: Complete Chamber Music for Strings and Piano                               | Gautier Capuçon, Nicholas Angelich, Michel Dalberto, Gérard Caussé, Quatuor Ébène             | Virgin Classics        |
| 2012       | Brahms, Berg: Violin Concertos                                                    | Wiener Philharmoniker, Daniel Harding                                                         | Virgin Classics        |
| 2014       | Distant Light. Bach, Vasks: Violin Concertos                                      | Chamber Orchestra of Europe                                                                   | Erato/Warner Classics  |
| 2016       | Lalo: Symphonie Espagnole; Sarasate: Zigeuneiwersen; Bruch: Violin Concerto no. 1 | Orchestre de Paris, Paavo Järvi                                                               | Erato                  |
| 2018       | Bartók: Violin Concerto No. 2                                                     | London Symphony Orchestra, François-Xavier Roth                                               | Erato                  |
| 2019       | Bach: Sonatas                                                                     | David Fray                                                                                    | Erato, Warner Classics |
| 2020       | Beethoven: Piano Trios – Archduke, Ghost                                          | Frank Braley, Gautier Capuçon                                                                 | Erato                  |

## Fordítás
Ez a szócikk részben vagy egészben  a   Renaud Capuçon című angol Wikipédia-szócikk ezen változatának fordításán alapul.  Az eredeti cikk szerkesztőit annak laptörténete sorolja fel. Ez a jelzés csupán a megfogalmazás eredetét és a szerzői jogokat jelzi, nem szolgál a cikkben szereplő információk forrásmegjelöléseként.